# Lucile Randon

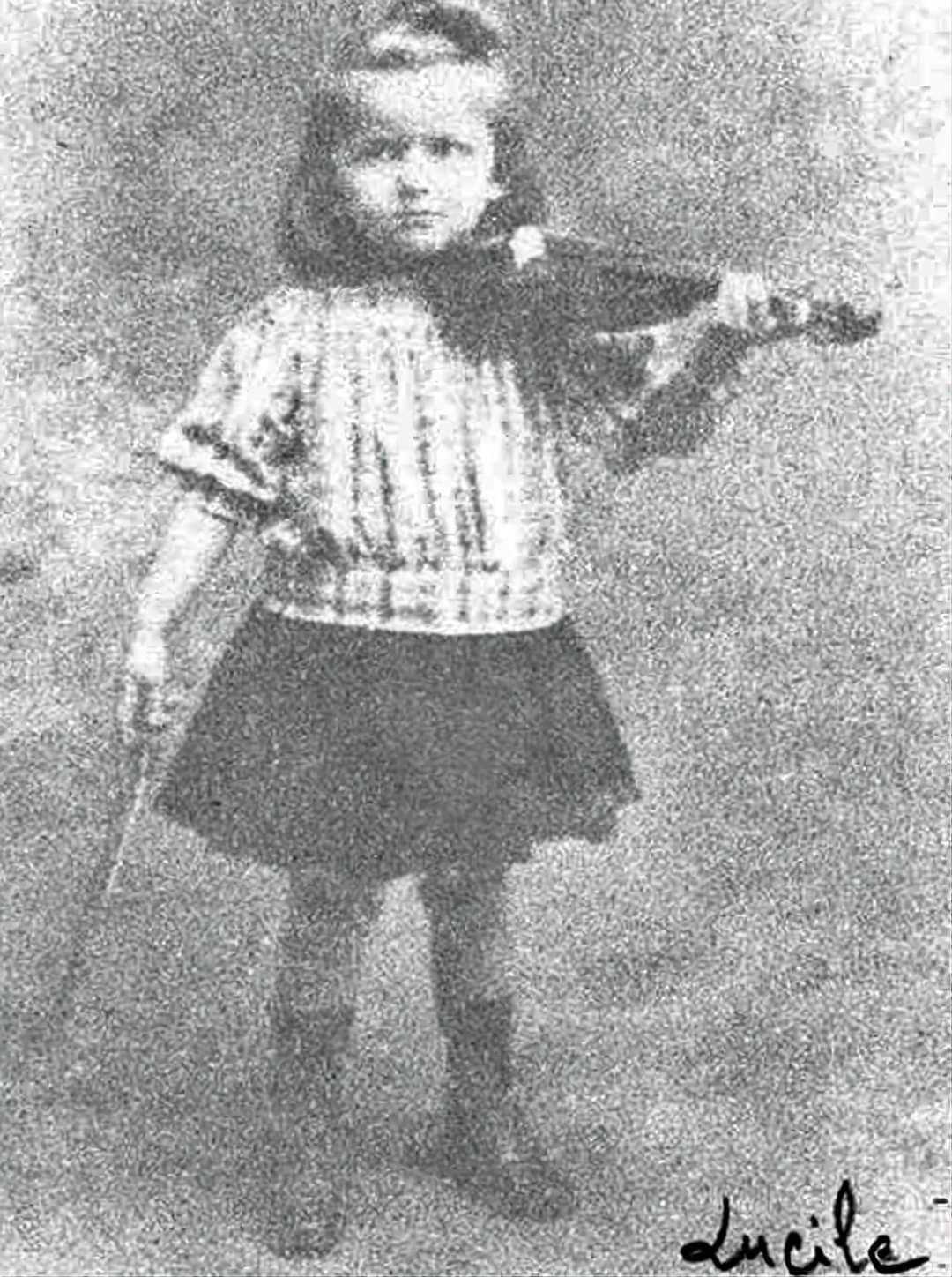
Gyermekkori képe

Lucile Randon, más néven André nővér (Alès, Franciaország, 1904. február 11. – Toulon, 2023. január 17.) szupercentenárius, a világ legidősebb embere volt 2022. április 19-től haláláig. Ismert arról, hogy 116 évesen elkapta a koronavírust, majd pedig sikeresen kigyógyult belőle, ezzel a legidősebb COVID-túlélő volt.

## Élete
1904-ben született a franciaországi Alès-ban, a harmadik Francia Köztársaság idején, protestáns hugenotta családban. Túlélt két világháborút, és a spanyolnátha-járványt is. Tizenkilenc éves korában tért át a katolikus hitre, majd pedig 40 évesen belépett a párizsi Szeretet Leányai Társulatba, s onnantól kezdve André nővérként élt tovább. Nevét testvére tiszteletére választotta, mivel a férfinak kétségei voltak Randon hivatásával kapcsolatban.
Az irgalmas rendi nővér tíz pápa uralkodását megélte, X. Szent Piusztól Ferenc pápáig. Miután 28 esztendőt töltött a Vichy kórházban, ahol az árvák és az  idősek gondozásának szentelte magát, egy Les Arches-i nyugdíjas otthonba vonult vissza. 105 éves korában, 2009-ben költözött át a dél-franciaországi Toulonban található Labouré Szent Katalin nyugdíjasotthonba. A 114 éves Honorine Rondello 2017. október 19-i halála óta ő volt a legidősebb francia, majd Tanaka Kane halála után, 2022. április 19. óta a világ legidősebb embere volt 2023. január 17-én bekövetkezett haláláig.

## Fordítás
- Ez a szócikk részben vagy egészben  a   Lucile Randon című egyszerűsített angol Wikipédia-szócikk ezen változatának fordításán alapul.  Az eredeti cikk szerkesztőit annak laptörténete sorolja fel. Ez a jelzés csupán a megfogalmazás eredetét és a szerzői jogokat jelzi, nem szolgál a cikkben szereplő információk forrásmegjelöléseként.